# Miguel Morayta Martínez
Miguel Morayta Martínez (Villahermosa, Ciudad Real, 15 de agosto de 1907-Ciudad de México, 19 de junio de 2013) fue un militar, guionista, y director de cine español radicado en México. Entre 1944 y 1978 dirigió 74 películas.

## Biografía
Era sobrino en segundo grado del general Francisco Franco; no obstante su familia era de tradición republicana.  Su padre fue el médico Francisco Morayta, quien llegó a ser diputado a Cortes y presidente de la Diputación Provincial. Su abuelo fue Miguel Morayta Sagrario, quien fuera republicano, masón, anticlerical, periodista y catedrático. 
Antes de iniciarse la guerra civil española, Morayta era capitán de artillería. Al estallar el conflicto bélico, participó en el bando republicano, y fue condecorado en varias ocasiones. Su última resistencia militar la realizó en Barcelona, después de lo cual pasó a Francia, África, y en 1941 a Veracruz.
En 1943, ya instalado en la Ciudad de México, debutó como realizador con la película Caminito alegre con las actuaciones de Sara García, Carmen Montejo, Isabela Corona y Ángel Garasa. Con el tiempo, se convirtió en uno de los máximos exponentes de la época de oro del cine mexicano. Se limitó a realizar cine con el objetivo de divertir al público. Su obra es variada, con una mezcla de géneros: incursionó en melodramas históricos, Cine de rumberas, comedia urbana y realizaciones musicales.

## Obra filmográfica

### Director
- La hermana impura (1947)
- Amor perdido (1950)
- Camino al infierno (1950)
- Delirio tropical (1952)
- Dancing, Salón de baile (1952)
- El mártir del calvario (1952)
- Dos mundos y un amor (1954)
- El secreto de mi mujer (1954)
- Limosna de amores (1955)
- El médico de las locas (1956)
- La venenosa (1958)
- La despedida (1957)
- Amor se dice cantando (1958)
- Socios para la aventura  (1958)
- Dos tontos y un loco (1961)
- El vampiro sangriento (1962)
- La invasión de los vampiros (1963)
- Los derechos de los hijos (1963)
- ¡Ay Jalisco, no te rajes! (1964)
- Los reyes del volante (1965)
- El falso heredero (1966)
- Detectives o ladrones (1967)
- Dos gemelas estupendas (1968)
- La guerrillera de Villa (1969)
- La princesa hippie (1969)
- Las tres magníficas (1970)
- Juan el desalmado (1970)
- Capulina contra los monstruos (1973)
- El sonámbulo (1974)
- Laberinto de pasiones (1975)
- Los amantes fríos (1978)

### Guionista
- Diario de una mujer (1944)
- Una sombra en mi destino (1944)
- Amor perdido (1950)
- Delirio tropical (1952)
- Pena, penita, pena (1953)
- Limosna de amores (1955)
- El falso heredero (1966)
- El robo de las momias de Guanajuato (1972)

### Productor
- Hipócrita (1949)
- Vagabunda (1950)
- Salón de baile (1951)